# Jiskairumoko
Jiskairumoko (aimara: jisk’a iru muqu) es el nombre con el que se conoce a un yacimiento arqueológico precolombino (aproximadamente entre 3000-1400 a. C.) situado a 54 km al sudeste de la región de Puno, Perú. El yacimiento está a una altitud de 4115 metros, donde habita la comunidad Aimara de Jachacachi, cerca del lago Titicaca.

## Historia y características
El nombre del yacimiento se conforma con la combinación de tres palabras de la lengua de los Aymaras, jiska que significa pequeño, iru referido a un manojo de hierbas, y moko que significa colina pequeña. El sitio fue explorado formalmente por Mark Aldenderfer en 1995 durante una expedición arqueológica hacia el río Illave. Bajo la dirección de Aldenderfer, un equipo de Universidad de California, incluyendo a Nathan Craig y Nicholas Tripcevich realizaron excavaciones adicionales en el sitio durante los inviernos de 1999-2004.

## Interpretaciones
Jiskairumoko constituye tiene un gran valor histórico en las culturas precolombinas de los Andes peruanos por varias razones; Entre ellas se incluyen evidencias y hallazgos de objetos valiosísimos, vestigios arquitéctonicos, estructuras societarias internas y variadas rutas de comercio.

## Hallazgos recientes
Arqueólogos de la Universidad de Arizona, en Tuscon han encontrado un collar en oro y piedras, que sería el más antiguo de América, con 4000 años de edad. El collar fue encontrado junto a los restos de una persona adulta, probablemente una mujer con elevado estatus social, en un cementerio próximo a un antiguo sitio habitado entre el año 3300 y 1500 a. C. Se trata de un objeto trabajado cuidadosamente con un buen acabado. Las delgadas láminas de oro han sido trabajadas individualmente con cuidado, y luego dobladas, probablemente alrededor de un objeto cilíndrico, probablemente de madera, explican los arqueólogos. 
Lo que rinde único el hallazgo es el hecho de que ha sido encontrado en un sitio ocupado por una población dedicada a la caza y a la recolección de alimentos: habitualmente los objetos de oro están relacionados con aldeas con estructura sedentaria y con un surplus de recursos alimenticios. Este hecho podría inducir a pensar que el uso de adornos en oro es anterior a la aparición de las sociedades estructuradas en forma compleja en los territorios de los Andes.